# ساموئل موین
ساموئل موین (انگلیسی: Samuel Moyn؛ زادهٔ ۱۴ فوریهٔ ۱۹۷۲) استاد حقوق و تاریخ در دانشگاه ییل اهل ایالات متحده آمریکا است. او مدرک کارشناسی‌اش در تاریخ و ادبیات فرانسه را در سال ۱۹۹۴ از دانشگاه واشینگتن در سن‌لوئیس دریافت کرد، در سال ۲۰۰۰ موفق به دریافت پی‌اچ‌دی از دانشگاه کالیفرنیا، برکلی و در سال ۲۰۰۱ دکترای حقوق از مدرسه حقوق هاروارد شد.
وی همچنین برندهٔ جوایزی همچون کمک‌هزینه گوگنهایم شده‌است.